# Wioślarstwo na Letnich Igrzyskach Olimpijskich 1936 – czwórka bez sternika mężczyzn
Rywalizacja w czwórkach bez sternika mężczyzn w wioślarstwie na Letnich Igrzyskach Olimpijskich 1936 rozgrywana była między 12 sierpnia a 14 sierpnia 1936 na torze regatowym na jeziorze Langer See w Grünau. Do rywalizacji przystąpiło 9 osad.

## Terminarz
| Data             | Godzina |          |
| ---------------- | ------- | -------- |
| 12 sierpnia 1936 | 15:45   | Runda 1  |
| 13 sierpnia 1936 | 16:45   | Repasaże |
| 14 sierpnia 1936 | 17:00   | Finały   |

## Format
W rundzie 1 rozegrano dwa wyścigi, z których zwycięskie osady awansowały do finału, pozostałe zaś do repasaży. Z dwóch wyścigów repasażowych dwie pierwsze osady z każdego wyścigu awansowały do finału, pozostałe osady odpadały z rywalizacji.

## Wyniki

### Runda 1
Bieg 1
| Miejsce | Narodowość        | Zawodnik                                                   | Czas   | Kwal. |
| ------- | ----------------- | ---------------------------------------------------------- | ------ | ----- |
| 1.      | III Rzesza        | Rudolf Eckstein Toni Rom Martin Karl Wilhelm Menne         | 6:22,5 | Q     |
| 2.      | Austria           | Rudolf Höpfler Camillo Winkler Wilhelm Pichler Hans Binder | 6:32,1 |       |
| 3.      | Dania             | Knud Olsen Keld Karise Bjørner Drøger Emil Boje Jensen     | 6:36,8 |       |
| 4.      | Węgry             | Ferenc Dobos Frigyes Pabsz Tibor Vadai Gyula Halmay        | 6:40,7 |       |
| 5.      | Stany Zjednoczone | James Thomson Eugene Fruehauf George Hague Alfred Sapecky  | 6:41,4 |       |

Bieg 2
| Miejsce | Narodowość      | Zawodnik                                                             | Czas   | Kwal. |
| ------- | --------------- | -------------------------------------------------------------------- | ------ | ----- |
| 1.      | Szwajcaria      | Hermann Betschart Hans Homberger Alex Homberger Karl Schmid          | 6:27,2 | Q     |
| 2.      | Wielka Brytania | Martin Bristow Alan Barrett Peter Jackson Jan Sturrock               | 6:30,8 |       |
| 3.      | Włochy          | Antonio Ghiardello Luigi Luxardo Aldo Pellizzoni Francesco Pittaluga | 6:34,5 |       |
| 4.      | Holandia        | Mak Schoorl Flip Regout Hotse Bartlema Simon de Wit                  | 6:46,0 |       |

### Repasaże
Bieg 1
| Miejsce | Narodowość        | Zawodnik                                                   | Czas   | Kwal. |
| ------- | ----------------- | ---------------------------------------------------------- | ------ | ----- |
| 1.      | Austria           | Rudolf Höpfler Camillo Winkler Wilhelm Pichler Hans Binder | 7:23,4 | Q     |
| 2.      | Dania             | Knud Olsen Keld Karise Bjørner Drøger Emil Boje Jensen     | 7:27,6 | Q     |
| 3.      | Stany Zjednoczone | James Thomson Eugene Fruehauf George Hague Alfred Sapecky  | 7:31,5 |       |

Bieg 2
| Miejsce | Narodowość      | Zawodnik                                                             | Czas   | Kwal. |
| ------- | --------------- | -------------------------------------------------------------------- | ------ | ----- |
| 1.      | Wielka Brytania | Martin Bristow Alan Barrett Peter Jackson Jan Sturrock               | 7:27,4 | Q     |
| 2.      | Włochy          | Antonio Ghiardello Luigi Luxardo Aldo Pellizzoni Francesco Pittaluga | 7:33,9 | Q     |
| 3.      | Węgry           | Ferenc Dobos Frigyes Pabsz Tibor Vadai Gyula Halmay                  | 7:57,0 |       |

### Finał
| Miejsce | Narodowość      | Zawodnik                                                             | Czas   |
| ------- | --------------- | -------------------------------------------------------------------- | ------ |
| złoto   | III Rzesza      | Rudolf Eckstein Toni Rom Martin Karl Wilhelm Menne                   | 7:01,8 |
| srebro  | Wielka Brytania | Martin Bristow Alan Barrett Peter Jackson Jan Sturrock               | 7:06,5 |
| brąz    | Szwajcaria      | Hermann Betschart Hans Homberger Alex Homberger Karl Schmid          | 7:10,6 |
| 4.      | Włochy          | Antonio Ghiardello Luigi Luxardo Aldo Pellizzoni Francesco Pittaluga | 7:12,4 |
| 5.      | Austria         | Rudolf Höpfler Camillo Winkler Wilhelm Pichler Hans Binder           | 7:20,5 |
| 6.      | Dania           | Knud Olsen Keld Karise Bjørner Drøger Emil Boje Jensen               | 7:26,3 |